# Jaime Bagúña
Jaime Bagúña y Gila (kat. Jaume Bagunyá i Gili; ur. 23 grudnia 1907 w Barcelonie, zm. 2 grudnia 1994 tamże) – hiszpański hokeista na trawie, uczestnik Letnich Igrzysk Olimpijskich 1928.
Bagúña dostał powołanie na letnie igrzyska olimpijskie w Amsterdamie w 1928 roku. Wystąpił tam w jednym spotkaniu fazy grupowej. Był to mecz rozegrany 23 maja, w którym Hiszpanie zremisowali 1–1 z Holendrami. Ponadto 19 maja Hiszpanie przegrali 1–2 z Francuzami, a w inauguracyjnym spotkaniu przegrali także z Niemcami (1–5), tym samym zajmując ostatnie miejsce w fazie grupowej. Bagúña, grający na tym turnieju w linii defensywnej, nie zdobył żadnego gola.